# Championnat de Biélorussie de football 2000
Navigation
Saison précédente Saison suivante
La saison 2000 du Championnat de Biélorussie de football était la 10e édition de la première division biélorusse. Elle regroupe les seize meilleurs clubs biélorusses au sein d'une poule unique qui s'affrontent en matchs aller et retour. En fin de saison, afin de permettre le passage de 16 à 14 clubs, les trois derniers du classement sont relégués en D2 et remplacés par le meilleur club de First League.
Cette saison, c'est le club du FK Slaviya Mozyr qui s'offre un 2e titre de champion de Biélorussie, en terminant en tête du classement, 10 points devant le tenant du titre, BATE Borisov et 12 points devant le FK Dynamo Minsk. Le Slaviya réussit même le doublé en battant le Torpedo Minsk en finale de la Coupe de Biélorussie.

## Les 16 clubs participants
| - FK Dynamo Minsk - Torpedo-Kadino Moguilev - FK Dynamo Brest - Naftan-Devon Novopolotsk - Neman-Belcard Grodno - Lokomotiv-96 Vitebsk - FK Dnepr-Transmash Moguilev - FK Kommounalnik Slonim - Promu de First League | - FK Lida - Vedrytch-97 Retchytsa - Promu de First League - Torpedo-MAZ Minsk - Shakhtyor Soligorsk - FK Belshina Babrouïsk - BATE Borisov - FK Slaviya Mozyr - FK Gomel |

## Compétition
Le barème de points servant à établir le classement se décompose ainsi :
- Victoire : 3 points
- Match nul : 1 point
- Défaite : 0 point

### Classement
| Rang | Équipe                     | Pts | J  | G  | N  | P  | Bp | Bc | Diff |
| ---- | -------------------------- | --- | -- | -- | -- | -- | -- | -- | ---- |
| 1    | FK Slaviya Mozyr C         | 74  | 30 | 23 | 5  | 2  | 78 | 25 | +53  |
| 2    | BATE Borisov T             | 64  | 30 | 20 | 4  | 6  | 68 | 26 | +42  |
| 3    | FK Dynamo Minsk            | 62  | 30 | 19 | 5  | 6  | 49 | 21 | +28  |
| 4    | Neman-Belcard Grodno       | 57  | 30 | 17 | 6  | 7  | 56 | 29 | +27  |
| 5    | Shakhtyor Soligorsk        | 54  | 30 | 15 | 9  | 6  | 47 | 29 | +18  |
| 6    | FK Gomel                   | 53  | 30 | 17 | 2  | 11 | 50 | 41 | +9   |
| 7    | FK Dnepr-Transmash Mogilev | 49  | 30 | 14 | 7  | 9  | 55 | 33 | +22  |
| 8    | Torpedo-MAZ Minsk          | 49  | 30 | 13 | 10 | 7  | 43 | 28 | +15  |
| 9    | FK Belshina Babrouïsk      | 38  | 30 | 11 | 5  | 14 | 42 | 38 | +4   |
| 10   | FK Dynamo Brest            | 34  | 30 | 10 | 4  | 16 | 37 | 51 | -14  |
| 11   | Lokomotiv-96 Vitebsk       | 31  | 30 | 8  | 7  | 15 | 34 | 50 | -16  |
| 12   | Vedrytch-97 Retchytsa P    | 29  | 30 | 6  | 11 | 13 | 23 | 36 | -13  |
| 13   | Naftan-Devon Novopolotsk   | 22  | 30 | 5  | 7  | 18 | 25 | 69 | -44  |
| 14   | FK Lida                    | 19  | 30 | 3  | 10 | 17 | 16 | 60 | -44  |
| 15   | Torpedo-Kadino Moguilev    | 17  | 30 | 5  | 2  | 23 | 31 | 71 | -40  |
| 16   | FK Kommounalnik Slonim P   | 17  | 30 | 3  | 8  | 19 | 19 | 66 | -47  |

|  | Qualification pour la Coupe UEFA 2000-2001 et pour la Ligue des champions 2001-2002 |
|  | Qualification pour la Coupe UEFA 2001-2002                                          |
|  | Qualification pour la Coupe Intertoto 2001                                          |
|  | Relégation en deuxième division                                                     |

## Bilan de la saison
| Championnat de Biélorussie de football 2000 |                             |
| Champion                                    | FK Slaviya Mozyr (2e titre) |
| Coupes et trophées                          |                             |
| Vainqueur de la Coupe de Biélorussie 2000   | FK Slaviya Mozyr            |
| Qualifications continentales                |                             |
| Ligue des champions 2001-2002               | FK Slaviya Mozyr            |
| Coupe UEFA 2000-2001                        | FK Slaviya Mozyr            |
| Coupe UEFA 2001-2002                        | BATE Borisov                |
| Coupe UEFA 2001-2002                        | Shakhtyor Soligorsk         |
| Coupe Intertoto 2001                        | FK Dynamo Minsk             |
| Promotions et relégations                   |                             |
| Promus en Premier League                    | FK Molodekhno 2000          |
| Relégués en First League                    | FK Lida                     |
| Relégués en First League                    | Torpedo-Kadino Moguilev     |
| Relégués en First League                    | FK Kommounalnik Slonim      |